# 瓜尔奇诺
瓜尔奇诺（義大利語：Guarcino），是意大利拉齐奥大区弗罗西诺内省的一个市镇。总面积42.26平方公里，人口1684人，人口密度39.8人/平方公里（2009年）。ISTAT代码为060042。